# Jean-Claude Duvalier
Jean-Claude Duvalier, även känd som "Bébé Doc" eller "Baby Doc", född 3 juli 1951 i Port-au-Prince, död 4 oktober 2014 i Port-au-Prince, var en haitisk politiker som var landets president och diktator 1971–1986.

## Biografi
Duvaliers far François Duvalier – Papa Doc – utsågs med militärens stöd till Haitis president 1957 och utropade sig till president på livstid efter en manipulerad folkomröstning 1964. Vid den diabetessjuke faderns död 1971 utropades Jean-Claude, officiellt 19 år gammal, till ny livstidspresident, något som formellt godkändes av Haitis folk i en folkomröstning. Liksom Papa Doc blev Baby Doc beryktad för sitt korrumperade styre och övergrepp mot befolkningen. Terrorn och de mest totalitära dragen i familjediktaturen lindrades dock något, inte minst på grund av Jean-Claudes relativa ointresse för politik och personkult, med följd att hans äldre och mer erfarna rådgivare fick avsevärda maktbefogenheter. Det ledde även till förbättrade relationer med USA och återupprättat ekonomiskt stöd från Nixonadministrationen 1971.
Fortsatt kränkande av mänskliga rättigheter, inklusive politiska mord och tortyr utförda av milisen Tonton Macoute, undergrävde ändå hans ställning, inte minst då Haiti förblev Amerikas fattigaste land. Duvaliers storslagna statsbröllop 1980 som kostade den fattiga staten ungefär tre miljoner dollar bidrog till att undergräva regimens ställning. Under 1980-talet hade familjen Duvaliers ställning blivit på gränsen till ohållbar, och efter ännu en manipulerad folkomröstning 1985, syftad till att introducera ökade rättigheter till oppositionen under förutsättningen att Duvaliers ställning bekräftades tvingades diktatorn fly landet den 7 februari 1986. Han flydde då till Frankrike, där han i ett kvartssekel levde i exil.
Efter att Jean-Bertrand Aristide tvingats bort från makten i februari 2004 förklarade Duvalier sin avsikt att återvända till Haiti, vilket bemöttes med förnyade krav från människorättsorganisationer att han skulle ställas inför rätta.
Den 17 januari 2011 återvände Duvalier till Haiti efter nästan 25 år i exil och greps följande dag på ett hotell av haitisk polis, anklagad för stöld ur statskassan. Han levde sedan i relativt fri husarrest tills han 2014 dog av en hjärtattack.